# Eubalaena glacialis
La ballena franca glacial o ballena de los vascos (Eubalaena glacialis) es una especie de mamífero artiodáctilo de la familia Balaenidae. Habita por casi todo el Atlántico norte. Es una ballena barbada, una de las tres especies de ballenas francas, pertenecientes al género Eubalaena, las cuales fueron anteriormente clasificadas como una sola especie. Debido a su naturaleza dócil, sus comportamientos lentos en la superficie, la alimentación, sus tendencias para mantenerse cerca de la costa y su alto contenido de grasa, la hacen que sea presa fácil para los humanos, desde tiempos muy antiguos. Produciendo altos rendimientos de aceite de ballena, las ballenas francas fueron una vez objetivo preferente para los balleneros vascos.
En la actualidad, se encuentran entre las ballenas más amenazadas en el mundo, y están actualmente protegidas por Estados Unidos, la Ley de Especies en Peligro de Extinción y la Ley de Protección de Mamíferos marinos. Existen alrededor de 400 ejemplares en el oeste del Atlántico Norte. En el este del Atlántico Norte hay una población muy escasa, los científicos creen que ya puede estar funcionalmente extinta de este lado del océano Atlántico. A menudo, estas ballenas chocan con embarcaciones y se enredan en redes de pesca, sus dos mayores amenazas para la recuperación, que en conjunto representan casi la mitad de la mortalidad de ballenas en el este del Atlántico Norte desde 1970.
Migran entre las zonas de alimentación en el golfo de Maine y al llegar el invierno migran entre Georgia y Florida, un área del océano con tráfico marítimo intenso.

## Descripción

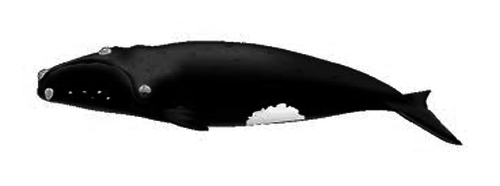
Recreación de Eubalaena glacialis adulta.

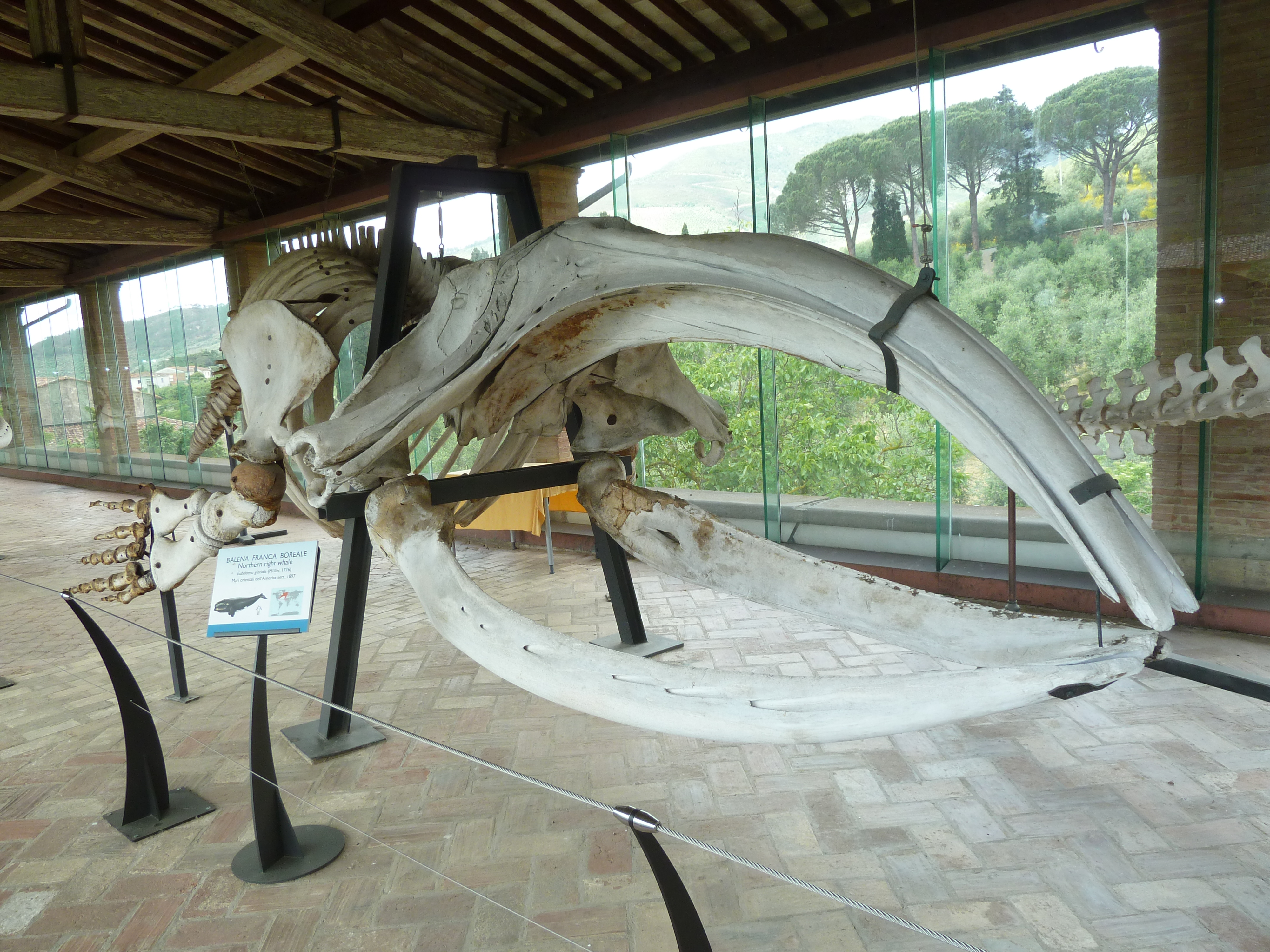
Esqueleto expuesto en Museo de Historia Natural Pisa Charterhouse.

La ballena franca glacial tiene una longitud aproximada de 14 a 18 metros, aunque puede alcanzar los 24 metros, un tercio de los cuales corresponde a la cabeza. Pesa entre 36 y 72 toneladas. 
La piel, es negra en el dorso y blanca en la zona del mentón. Tiene una mandíbula recurvada, con el extremo anterior dirigido hacia abajo. Con engrosamientos o callosidades de color claro en la cabeza que varían en tamaño, grosor y posición, lo que permite su identificación individual. La coloración es negra en los adultos con una mancha ventral blanca en algunos ejemplares. En su boca cuelgan 300 barbas de más de 3 metros de longitud. No posee aleta dorsal ni pliegues en la garganta.
Al igual que con todas las ballenas francas no tienen una aleta dorsal. El color es uniforme negro. Llama la atención es una infestación parasitaria extrema de percebes, piojos de ballena y otros crustáceos que se ven desde la distancia como grandes manchas blancas. Se trata de un crecimiento particularmente denso en la frente.

## Comportamiento

### Vocalización
Hay grabaciones que están disponibles en línea de ballenas francas glaciales. Muchos métodos automatizados eficaces, tales como procesamiento de señal, minería de datos y técnicas de aprendizaje automático se han desarrollado para detectar y clasificar sus llamadas.

### Reproducción

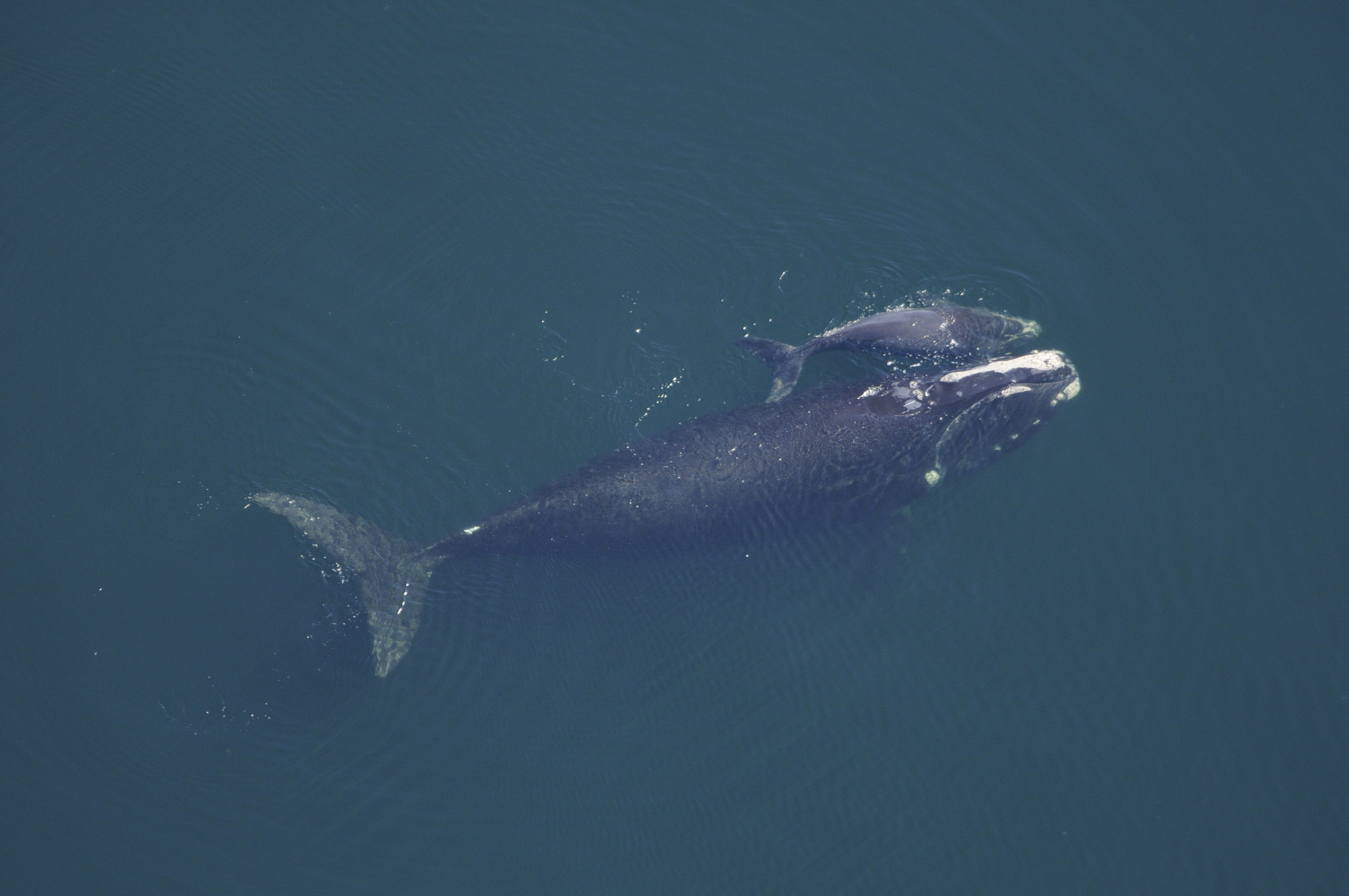
Fotografía aérea de una ballena franca glacial con su ballenato.

Empiezan a dar a luz a los nueve o diez años y la duración de la gestación es en torno a un año. El intervalo entre los nacimientos parece haber aumentado en los últimos años y ahora los promedios son de tres a seis años. Los ballenatos miden de 4,0-4,6 m de largo al nacer y pesan alrededor de 1400 kg.

### Alimentación
Las ballenas francas se alimentan principalmente de copépodos y otros pequeños invertebrados como el krill, pterópodos y larvas de percebes.

## Taxonomía

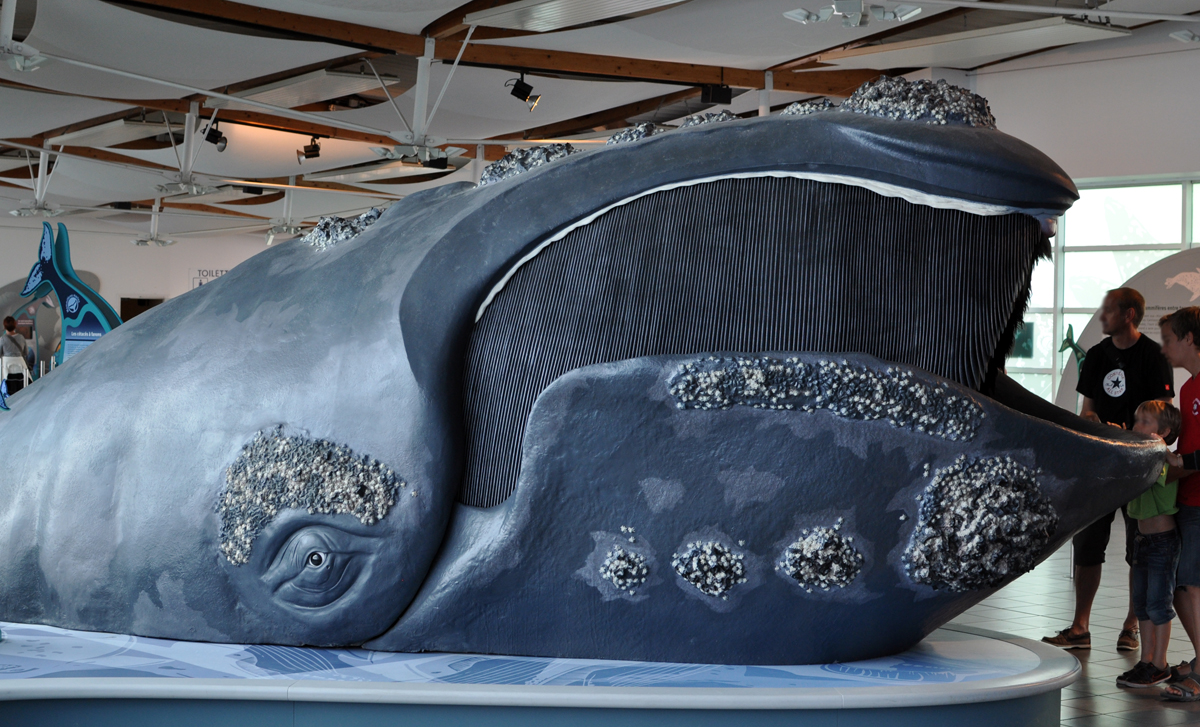
Reconstitución de una ballena franca del Atlántico Norte.

(El cladograma es una herramienta para visualizar y comparar las relaciones evolutivas entre los taxones. El punto en el que un nodo se ramifica es análoga a una bifurcación evolutiva el diagrama se puede leer de izquierda a derecha, como una línea de tiempo.) El siguiente cladograma de la familia Balaenidae sirve para ilustrar el actual consenso científico en cuanto a las relaciones entre la ballena franca del Atlántico Norte y los otros miembros de su familia.
|  | E. glacialis                                                 |
|  |                                                              |
|  | \| \| E. japonica \| \| \| \| \| \| E. australis \| \| \| \| |
|  |                                                              |
|  | E. japonica                                                  |
|  |                                                              |
|  | E. australis                                                 |
|  |                                                              |

|  | E. japonica  |
|  |              |
|  | E. australis |
|  |              |

|  | E. glacialis                                                 |
|  |                                                              |
|  | \| \| E. japonica \| \| \| \| \| \| E. australis \| \| \| \| |
|  |                                                              |
|  | E. japonica                                                  |
|  |                                                              |
|  | E. australis                                                 |
|  |                                                              |

|  | E. japonica  |
|  |              |
|  | E. australis |
|  |              |

|  | E. glacialis                                                 |
|  |                                                              |
|  | \| \| E. japonica \| \| \| \| \| \| E. australis \| \| \| \| |
|  |                                                              |
|  | E. japonica                                                  |
|  |                                                              |
|  | E. australis                                                 |
|  |                                                              |

|  | E. japonica  |
|  |              |
|  | E. australis |
|  |              |

|  | E. glacialis                                                 |
|  |                                                              |
|  | \| \| E. japonica \| \| \| \| \| \| E. australis \| \| \| \| |
|  |                                                              |
|  | E. japonica                                                  |
|  |                                                              |
|  | E. australis                                                 |
|  |                                                              |

|  | E. japonica  |
|  |              |
|  | E. australis |
|  |              |

Esta especie fue llamada Balaena biscayensis ("ballena vizcaína") en el siglo XIX. El nombre lo acuñó Daniel F. Eschricht para un ballenato cazado frente a San Sebastián en 1854 y cuyo esqueleto Eschricht se llevó al Museo Zoológico de la Universidad de Copenhague.
Se ha querido incluir otra especie de ballena franca, la "ballena Swedenborg" propuesto por Emanuel Swedenborg en el siglo XVIII, la cual vivió en el Atlántico Norte. Sin embargo, los 2.013 resultados de análisis de ADN de los huesos fósiles revelaron que en realidad eran los de una ballena de Groenlandia.

## Hábitat
Se la puede encontrar en aguas poco profundas cercanas a la costa en bahías y penínsulas. Su ciclo anual ocupa dos tipos de hábitats; en verano se desplaza hacia aguas frías del Atlántico norte ricas en zooplacton. En invierno las hembras preñadas emigran hacia aguas subtropicales y allí tienen lugar los partos. 

### Hábitat en el Atlántico occidental
En la bahía de Fundy (Canadá) se pueden observar en verano y otoño, ballenas en zonas en las que la densidad media de Calanus finmarchicus, (presa principal de esta especie), es de 1139/ m³ ( Woodley y Gaskin, 1996). Las hembras preñadas emigran en invierno hacia aguas subtropicales (Florida y Georgia) y allí tienen lugar los partos. Para ello eligen zonas con una profundidad situada entre 13 y 19 metros y una temperatura del mar entre 13 y 16 °C (Garrison, 2007). Una parte de la población permanece en aguas de la bahía de Cape Cod, mientras que el resto de la población se desconoce hacia donde se desplaza.

### Hábitat en el Atlántico oriental
En invierno emigraban hacia el golfo de Vizcaya, a aguas situadas entre los archipiélagos de las islas Azores y Madeira y las costas del noroeste de África. En verano se dirigen hacia los mares situados entre Islandia, las islas Svalbard y las costas de Noruega. La presencia de la ballena de los vascos en las aguas del Mar Cantábrico corresponde con la época de partos y periodo inmediatamente posterior. Durante el verano ascendían hacia el atlántico Norte, siguiendo la costa francesa y atlántica de Irlanda, pasando por las islas Hébridas, hacia Islandia y Noruega donde se alimentan. Esto se puede deducir de la fenología de capturas de las primeras décadas del siglo XX (Brown,1986) ya que en esos países nórdicos muestran un pico de presencia en el mes de junio. En Irlanda las capturas se concentraban en la primera mitad de junio y precedían a las capturas realizadas en las bases escocesas de las islas Hébridas, (Fairley , 1981) que se concentraban en la segunda mitad de junio y julio. Por lo que se deduce que las ballenas anteriormente se encontraban en las costas de Irlanda.

## Caza

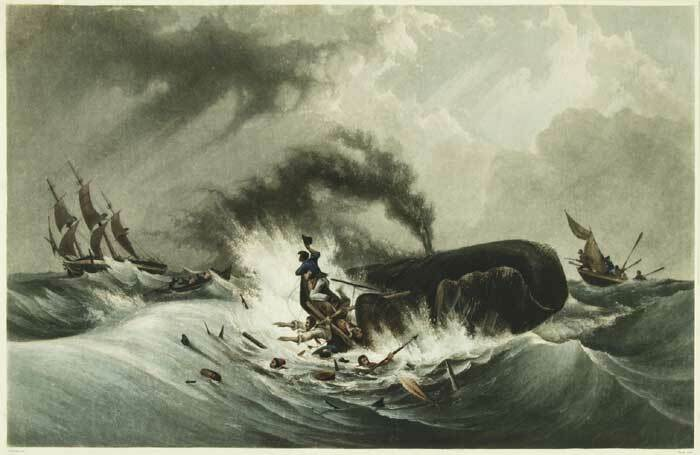
La caza de ballenas en pequeñas embarcaciones de madera con arpones era una método peligroso, ya que las ballenas a veces se defendían.

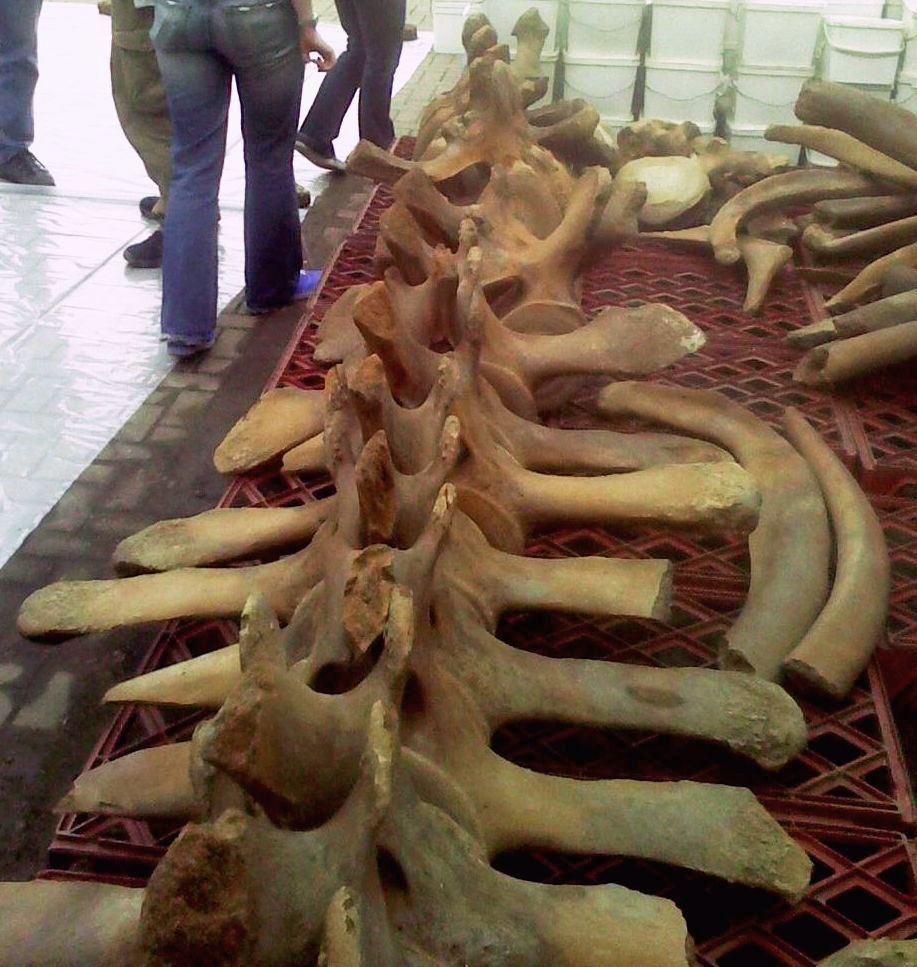
Esqueleto de una ballena franca del Norte exhibida en Bay Wharf, Greenwich.

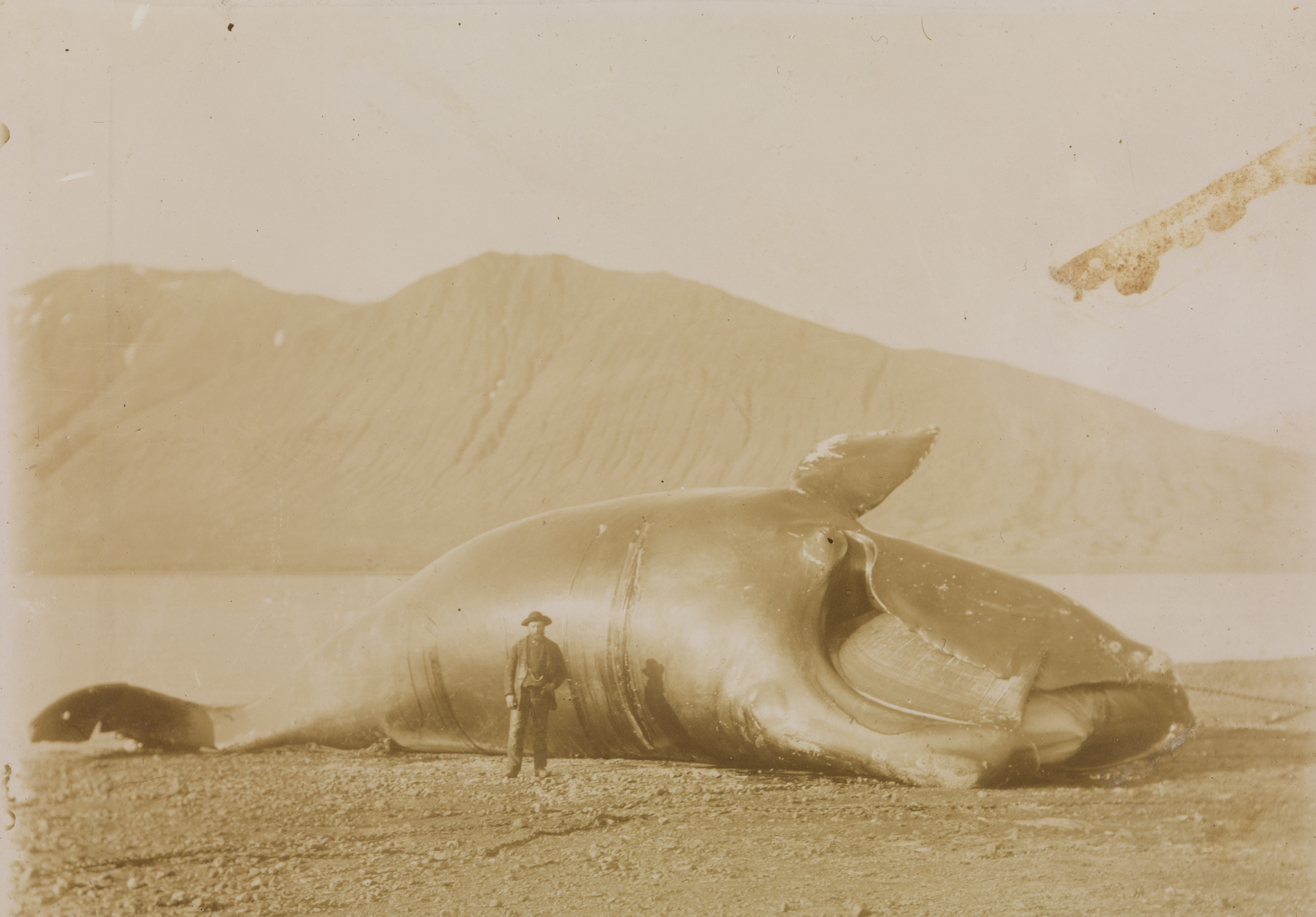
Una ballena de 46 pies de largo, posiblemente capturada por el capitán L. Berg en el fiordo Dyre (is)). De una expedición científica oceanográfica al mar del Norte, Islandia y Jan Mayen.

A pesar de que en un inicio los medios de para cazar a las ballenas francas fueron artesanales (chalupas y arpones), su explotación masiva, desde el siglo VIII hasta 1901, año en que se cazó la última ballena franca en Orio, provocó prácticamente su extinción. En la Edad Media, las atalayas de los pueblos de la costa del mar Cantábrico, daban la alarma cuando las ballenas escapando de las aguas frías del mar del Norte, se acercaban a estas costas. Entonces se preparaban pinazas con 10 o 15 remeros y un arponero que clavaba el arpón en la cabeza del animal, comenzando una dura lucha hasta que el animal era vencido y se remolcaba hasta la costa. Las disputas entre pueblos costeros eran comunes en la época. Las rivalidades fueron origen de numerosos conflictos y desafíos, siendo el embrión de las actuales regatas de traineras.
Los balleneros vascos fueron los primeros en cazar comercialmente esta especie. Ellos comenzaron la caza de ballenas en el golfo de Vizcaya ya en el siglo XI. Las ballenas fueron cazadas inicialmente por el aceite de ballena, pero, como la conservación de la carne mejoró con la tecnología, su valor como alimento aumentó. Los balleneros vascos llegaron al este de Canadá en 1530, para allí también cazar. 
En enero de 1700, partiendo de Nantucket y New Bedford en Massachusetts y en Long Island, Nueva York, los estadounidenses cazaron un centenar de ballenas cada año, con los registros, incluyendo un informe de 29 ballenas muertas en la bahía de Cabo Cod en un solo día.
Según los cálculos, de nuevo utilizando el tamaño actual de la población y la tasa de crecimiento, la población puedo haber sido de menos de 100 ejemplares en 1935. Como se hizo evidente que la caza de las ballenas francas era insostenible la protección internacional de ballenas entró en vigor ya que, en la práctica, fue prohibida a nivel mundial en 1937. La prohibición fue un gran éxito, a pesar de que las violaciones continuaron durante varias décadas. Los balleneros de Madeira cazaron sus dos últimas ballenas francas en 1968.

## Abundancia antes delsigloXIX

### Atlántico occidental

Esqueleto

Se desconoce cuál era el tamaño de las poblaciones antes del comienzo de su caza. Se ha estimado que tan solo en América del Norte entre los años 1634 y 1951 se cazaron un mínimo de 5500 individuos, aunque probablemente fuesen el doble de esta cifra. Las primeras cacerías de ballenas fueron cazadas hacia el año 1500, cuando se establecieron pescadores vascos en Labrador (Canadá). Las poblaciones americanas continuaron cazando hasta principios del siglo XX. Cuando la especie fue protegida en 1935 solo quedaban unos 50 individuos. Desde entonces ha aumentado su número a unos 350, cifra en la que se ha mantenido durante los últimos años. El análisis de ADN de huesos de ballenas procedentes de estaciones balleneras establecidas por los vascos en Labrador (Canadá), sugiere un escenario distinto al que se creía. Se analizaron 21 individuos de ballena procedentes de un depósito, pero solamente uno perteneció a E. glacialis. En otro análisis más amplio de restos de al menos 97 individuos de ballena, solamente uno era de E. glacialis. Estos resultados sugieren que los balleneros vascos no han sido responsables del declive supuesto de la especie en las costas americanas, sino que más bien la especie ha tenido un tamaño de población relativamente pequeño desde hace mucho tiempo. Los verdaderos culpables de la práctica extinción de la ballena franca en estas aguas fueron las cacerías modernas. El tamaño mínimo poblacional sobre la base de individuos identificados en las costas de Norteamérica se estimó en 295 en 1992. En 2002 se ha estimado el tamaño mínimo de población en 328 individuos y en 2003 en 342 individuos (Hall, 2004). Sin embargo, los análisis genéticos de paternidad muestran que hay machos y hembras que no se tienen identificados y que por lo tanto el tamaño de población debe ser mayor7.

### Atlántico oriental

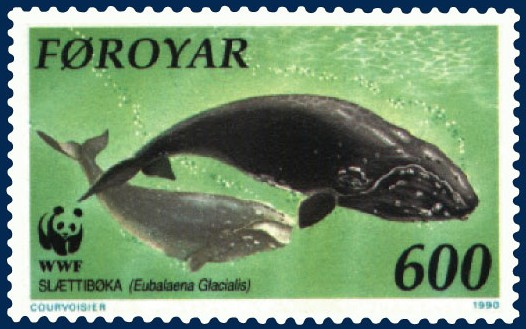
Sello postal de las Islas Feroe.

Aunque se tiene noticia de una venta en el año 670 de 10 toneladas enviadas a la abadía de Jumieges a orillas del Sena, la primera cita documental del uso de las ballenas procede del País Vasco francés (Bayona) y corresponde al año 1059, seguido en España por una de Santoña, datada en 1190 y otra de Motrico de 1200. En Asturias la primera cita conocida es de 1232 y en Galicia se remonta a 1371 (Canoura, 2002). De todas maneras, hay varias evidencias arqueológicas de la utilización de los restos de ballenas en época prerromana: en un castro de la Campa de Torres (Gijón) procedente del siglo IV o III a. C., pero no se puede asegurar si fue cazada activamente o simplemente se aprovechó un varamiento accidental. Hay datos poco claros de una vértebra aparecida entre material mezclado de la muralla romana de Gijón (siglos III-IV d. C.) y el reutilizado para construcciones posteriores (siglos XVI-XVII), por lo que no está probada fehacientemente la caza de ballenas en la Edad Antigua).
Los historiadores sitúan el apogeo de la caza de la ballena en el Cantábrico entre los siglos XIII-XIV, su declive en torno a lo largo de los siglos XVI-XVII y su liquidación final en el XVIII, aunque no hay evidencias suficientes que permitan cuantificar las capturas antes del siglo XVI. A partir de este momento aparecen en documentos históricos series de capturas desde la implantación, a mediados del siglo XVI, del diezmo de las ballenas para aclarar los conflictos hasta entonces recurrentes entre los señores jurisdiccionales de los puertos y los armadores y capitanes de las compañías. Según los registros conservados, en el mar Cantábrico se llegaban a contabilizar una media de casi 3 capturas por año y puerto durante la segunda mitad del siglo XVI y primeros años del XVII. A lo largo de la primera mitad del siglo XVII este valor cayó hasta 0,5 ballenas por año y puerto. Esto continuó así hasta que la actividad ballenera tradicional fue desapareciendo a medida que desaparecían las ballenas a lo largo del siglo XVIII. Es más difícil si cabe conocer el cese de la actividad en los puertos vascos, ya que se continuó cazando ballenas en Terranova, y en Vizcaya y Guipúzcoa se arponearon ocasionalmente ballenas a lo largo del siglo XIX.

## Poblaciones en los siglosXIXyXXhasta la actualidad

### Atlántico occidental
En la actualidad la población de la ballena franca glacial en el Atlántico occidental cuenta con unos 350 ejemplares (en 2003 un mínimo de 342 ejemplares) y desde 1986 han muerto 50 ballenas, de las cuales al menos 19 por colisiones con navíos y 6 al enredarse en redes. Antes del 2000 había un promedio de 12 ballenatos al año pero entre 2001 y 2005 esa cifra aumento a un rango entre 16 y 31 ballenatos. Estos datos aunque buenos no son muy esperanzadores ya que conllevarían un aumento del 1,6 por ciento anual lo que no es suficiente para paliar las bajas sufridas por causas no naturales. En el golfo de México sólo se conocen dos registros desde el año de 1900, un avistamiento en la costa occidental de Florida y el varamiento de una cría en la costa de Texas. 

### Atlántico oriental

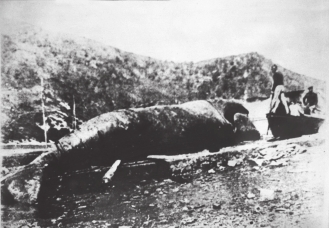
Orio, 1901

Balleneros norteamericanos capturaron entre 19 y 30 ejemplares en la bahía de Cintra situada en Sáhara Occidental desde 1855 a 1866 y en la década de 1880 (Reeves et al., 2007). En el norte de Europa todavía se capturaron entre 134 y 137 ballenas desde 1900 hasta 1937, la mayor parte en las Hébridas y las Islas Shetland (Brown, 1986). A partir de entonces los registros en el Atlántico nororiental han sido excepcionales. En latitudes más meridionales se observaron y capturaron ejemplares de esta especie hasta la actualidad, incluso en dos ocasiones hembras con cría. Es difícil establecer si se trata de ejemplares remanentes de una población residual o ejemplares divagantes de la población del Atlántico occidental. Se ha constatado este último fenómeno, al menos en las costas de Noruega

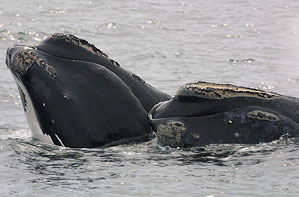
Un par de ballena francas saliendo a respirar.

En el siglo XX tan solo se dieron dos avistamientos en las costas noruegas, uno en 1926 y otro en 1999. Recientemente se ha observado un ejemplar proveniente de Canadá en el norte de Noruega, tras lo que se pudo constatar que regresó a su lugar de origen. En el Mediterráneo tan solo se conocen dos varamientos ocurridos durante la segunda mitad del siglo XIX, uno en las costas de Italia y otro en Argelia. En sus desplazamientos invernales algunos ejemplares alcanzan las Islas Canarias. Los avistamientos en aguas de las Canarias podrían estar relacionados con la recuperación como zona de invernada y cría de la vecina costa de Mauritania. En las Canarias su presencia había pasado desapercibida hasta la primavera de 1995 en que se observó un ejemplar solitario, a escasa distancia de la costa suroeste de Tenerife. Posteriormente se han registrado dos avistamientos más en Benderlau, La Gomera. Estas observaciones, y las realizadas en Portugal y Galicia parecen indicar que la especie está recuperando sus poblaciones en el Atlántico europeo. Un grupo de ballenas acude en invierno con sus crías a la bahía de Cintra y a la bahía de Gorey, a unos 150 kilómetros al sur de Villa Cisneros. Podrían constituir el último núcleo reproductor a este lado del océano Atlántico. 
| Año                                 | Localidad | Tipo de observación                                                                                           | Autor                                                   |
| 1805                                | Fuenterrabía | Captura |                                                         |
| 1854                                | San Sebastián | Captura | Ciriquiain 2010, pp.26-29                               |
| 1877                                | Tarento | Captura | Ciriquiain 2010, pp.30-31                               |
| 1878                                | Guetaria | Captura | Ciriquiain 2010, p.31                                   |
| 1893                                | San Sebastián | Captura |                                                         |
| 1901                                | Orio | Captura , se celebró una ceremonia que representa esta captura en el año 2011.                                | Nores y Pérez, 1983                                     |
| 1914                                | Azores | Captura fallida                                                                                               | Brown, 1986                                             |
| Antes de 1930                       | Frente a Oporto | Captura | Teixeira,1979                                           |
| 1939 - 1949                         | Capelinhos, Isla de Faial | Observación                                                                                                   | Brown, 1986                                             |
| Entre 1954 y 1957                   | Mar Mediterráneo | Observación                                                                                                   | Brown, 1986                                             |
| 1959                                | Madeira | Captura | Jonsgård (Freitas et al., 2012), en Brown, 1986         |
| Entre 1959 y 1966                   | La Isla de Cape Clear(Irlanda) | 5 Observacións                                                                                                | Brown, 1986                                             |
| 1964                                | costa frente a Cork, Irlanda | Observación                                                                                                   | [ 31 ]                                                  |
| 1967                                | Madeira | Captura* | Maul y Sergeant, 1977                                   |
| 1970 (agosto)                       | La Isla de Cape Clear(Irlanda) | Observación                                                                                                   | Brown, 1986                                             |
| 1977 or 1978                        | Frente a Finisterre (Galicia) | Observación                                                                                                   | Aguilar, 1981                                           |
| 1980 (junio)                        | Golfo de Vizcaya | Observación (dos ballenas)                                                                                    | Brown, 1986                                             |
| 1980 (entre julio y octubre)        | Entre Harris y San Kilda (43°00′N 10°30′O / 43.000, -10.500)                                                                           | Observación                                                                                                   | Brown, 1986                                             |
| 2º mitad siglo XX                   | Costa Holandesa | Restos óseos                                                                                                  | Kompanje y Smeenk, 1996                                 |
| 1987                                | Pelágicos del Atlántico costa española                                                                                                 | Observación                                                                                                   | [ 31 ]                                                  |
| 1991                                | 13 km (8.1 millas) costa de Sant' Antioco, Cerdeña (Italia)                                                                            | Posible observación (La única observación bajo el agua)                                                       | [ 33 ]                                                  |
| 1993                                | Estaca de Bares (Galicia) | Observación                                                                                                   | Arcos y Mosquera, 1994                                  |
| 1995                                | Frente al Cabo de San Vicente (Portugal)                                                                                               | Observación*                                                                                                  | Martin y Walter, 1997                                   |
|                                     | Canal entre Tenerife y La Gomera | Observación                                                                                                   | Erika Urquiola Pascual,Viceconsejerìa de Medio Ambiente |
|                                     | La Gomera | Dos observaciones distintas                                                                                   | Benderlau                                               |
|                                     | Canal entre Tenerife y Gran Canaria | Observación                                                                                                   |                                                         |
|                                     | Entre la Punta de Teno y la Punta de Rasca                                                                                             | Observación                                                                                                   | (Martín et al., 1998; Aguilar, 1999)                    |
| Entre junio de 1998 y enero de 1999 | La Gomera | Observación                                                                                                   |                                                         |
| 2000 (julio)                        | Islas Feroe | Posible observación                                                                                           | [ 31 ]                                                  |
| (agosto-septiembre)                 | Fiordo de Oslo | Posible observación                                                                                           | [ 31 ]                                                  |
| 2005                                | Mar de Frisia (No Steenbanken, Schouwen-Duiveland, posiblemente igual que la ballena vista cerca de las playas de Texel) (Netherlands) | Posible observación                                                                                           | [ 39 ]                                                  |
| 2009                                | Azores | Observación                                                                                                   | [ 40 ]                                                  |
| 2012                                | Lizard Point, Cornualles | Posible observación (se observa desde la tierra y el agua por múltiples observadores , muy cerca de la costa) | [ 41 ]                                                  |

* Hembra acompañada por una cría.
Pescadores de la zona colindante entre Galicia y Asturias, afirman haber visto en varias ocasiones una ballena oscura de vientre blanco, saltando cerca de costa, y que por la descripción podría tratarse de un ejemplar de ballena vasca.

## Amenazas

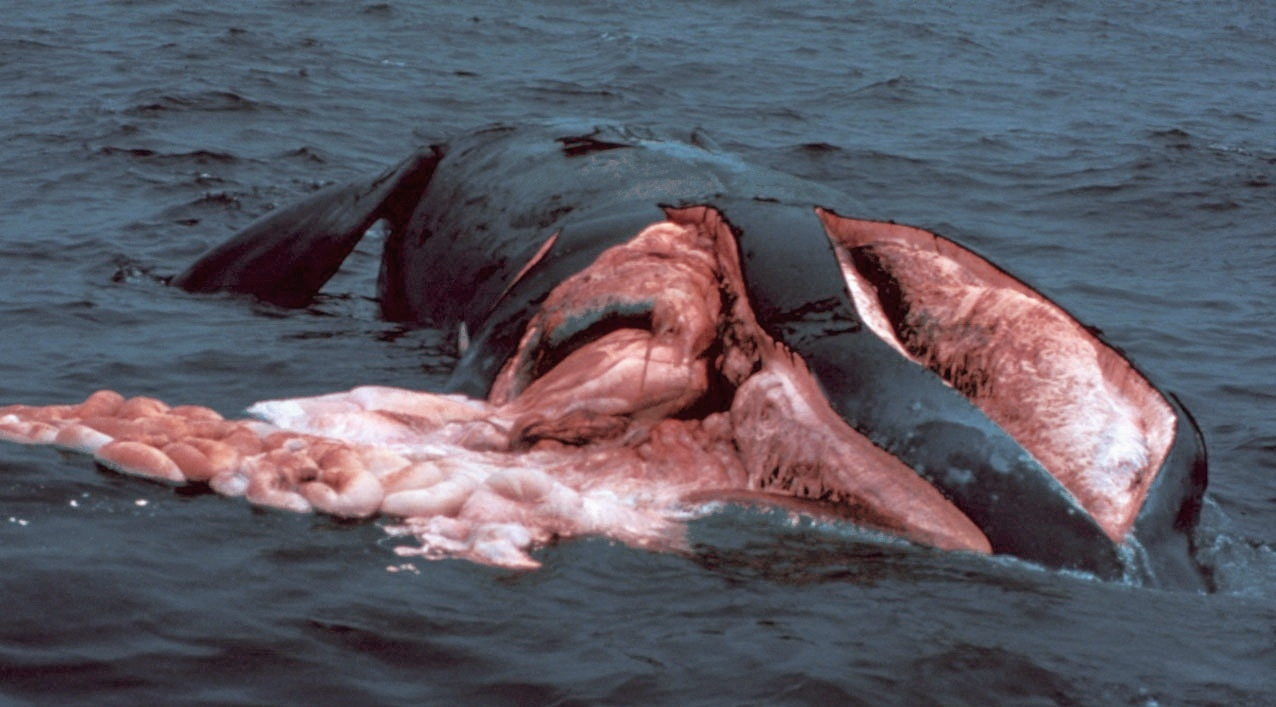
Los restos de una ballena franca después de haber chocado con una hélice de barco.

La ballena franca glacial ha sufrido persecuciones debido a cuatro causas fundamentales: vivir cerca de la costa, flotar cuando está muerta, nadar despacio y poseer una capa de grasa mayor (representa el 36-45% del peso total) que ninguna otra especie.
Las principales amenazas que se ciernen actualmente sobre la especie son:
- Colisiones con buques: el 7% tiene marcas de heridas producidas por hélices de buques y en torno al 20% de la mortalidad se debe a colisiones con buques. De 45 casos de mortalidad registrados en el periodo 1970-1999, el 35,5% se debieron a colisiones con barcos (Knowlton y Kraus, 2001). La gran flotabilidad de esta especie hace difícil la inmersión como respuesta al acercamiento de un buque. Además su capacidad de maniobra durante el ascenso a la superficie es limitado (Nowacek et al., 2001).

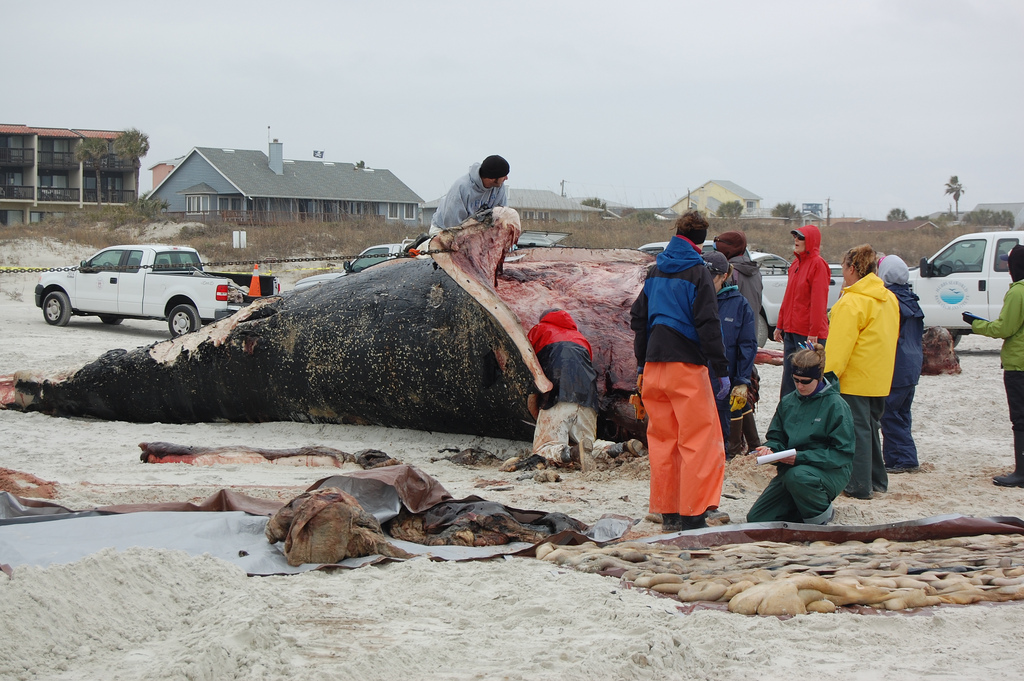
Una ballena franca de 2 años de edad varada en San Agustín que luego fue arrastrada a la playa para una autopsia.

- Tamaño reducido de población: mediante análisis de ADN se ha comprobado que la variabilidad genética es reducida, lo que sugiere que hay menores tasas de fertilidad, fecundidad y supervivencia de las crías (Schaeff et al., 1997).

- Productividad del hábitat: un estudio sugirió que la población actual puede representar la capacidad de carga del hábitat hoy en día. Lo cual parece improbable ya que no hay evidencia de cambios oceanográficos (Kraus et al., 2007).

- Ingestión de basura: cuando se alimenta en la superficie puede llegar a ingerir restos flotantes de basura (Kraus et al., 2007).

- Efecto del ruido sobre la comunicación entre las ballenas: el incremento del ruido producido por las actividades humanas es un peligro potencial para la comunicación social de las ballenas (Parks y Clark, 2007, Clark et al., 2007).

- Contaminación: se han encontrado niveles altos de PCB, seguido en importancia por DDT. (Woodley et al., 1991). Sin embargo, aunque las concentraciones de PCB aumentan con la edad en los machos, la acumulación de contaminantes en la grasa muestra variaciones que se deben a la ingestión de alimento en distintos sitios y a la eliminación de algunos contaminantes durante la disminución de lípidos en el invierno (Weisbrod et al., 2000).